# Ichthyocampus
Ichthyocampus is een geslacht van straalvinnige vissen uit de familie van zeenaalden en zeepaardjes (Syngnathidae).

## Soorten
- Ichthyocampus bikiniensis Herald, 1953
- Ichthyocampus carce (Hamilton, 1822)